# Mercedes-Benz Vision SLA
Mercedes-Benz Vision SLA — открытая версия автомобиля Vision SLR, показанная в январе 2000 года на Североамериканском автосалоне компанией Mercedes-Benz.

## История
Двухместный открытый концепт-кар Mercedes-Benz Vision SLA был представлен в январе 2000 года на Североамериканском автосалоне в Детройте. Автомобиль длиной в 3,77 метра сооружён на базе A-класса.
Кузов модели был выполнен из алюминия и пластика с целью снизить вес автомобиля, который в конечном итоге составил 949,8 кг. Дизайн автомобиля повлиял на модель Mercedes-Benz SLK 2004 года. Двигатель был позаимствован у A 190.
Основными конструктивными особенностями концепции компактного родстера стали мощные крылья, резко наклонённое лобовое стекло, большие двери и аккуратно скошенная задняя часть автомобиля в стиле легендарных моделей Mercedes-Benz  «Серебряная стрела». Ключевым момент в дизайне концепт-кара стал капот, выполненный в V-образном стиле, на острие которого располагалась фирменная звезда. Автомобиль оснастили системами ESP и Brake Assist. Вес сидений был уменьшен на 20% в сравнении с традиционными автокреслами. Внутренняя отделка автомобиля выполнена их тёмно-коричневой кожи, которая обычно используется для производства лошадиных сёдел. 
Фары Vision SLA выполнены с применением LED технологии (30 высокопроизводительных светодиодов).

## Технические характеристики
Автомобиль Mercedes-Benz Vision SLA обладает следующими параметрами:
- Двигатель: четырёхтактный, четырёхцилиндровый бензиновый, объёмом 1,9 л3, 92 кВт (125 л.с).
- Крутящий момент: 180 Н·м (4000 об/мин)
- Разгон до 100 км/ч: 7.9 секунд
- Максимальная скорость: 209 км/ч.
- Задние и передние фары выполнены с применением светодиодной технологии (введены в 2003 году в Mercedes-Benz SLR McLaren (C 199))
- Ковшеобразные сиденья из углепластика (введены в 2003 году в Mercedes-Benz SLR McLaren (C 199))
- Системы ESP и Brake Assist